# Мишутино (Московская область)
Мишутино — село в Сергиево-Посадском районе Московской области, в составе муниципального образования Городское поселение Сергиев Посад (до 29 ноября 2006 года было центром Мишутинского сельского округа)).

## Население
| 1859 | 1905 |
| ---- | ---- |
| 183  | 120  |

| 2002 | 2006  | 2010  |
| ---- | ----- | ----- |
| 1184 | ↘1174 | ↘1075 |

## География
Мишутино расположено примерно в 9 км (по шоссе) на север от Сергиева Посада, у северной стороны большого Московского кольца, высота центра села над уровнем моря — 251 м.

На 2016 год в Мишутино зарегистрирован 1 гск, село связано автобусным сообщением с райцентром и соседними населёнными пунктами.
Мишутино впервые упоминается в 1504 году. Церковь Рождества Пресвятой Богородицы в Мишутино в селе известна с XVI века. Современное каменное здание, с апсидальными алтарём и притвором, было построено в 1805 году, отдельно стоящая колокольня — в 1842 году. Закрыта в конце 1930-х годов, возвращена верующим в 1991 году, восстановлена в упрощённых формах, действует.